# Hogna hippasimorpha
Hogna hippasimorpha este o specie de păianjeni din genul Hogna, familia Lycosidae. A fost descrisă pentru prima dată de Strand, 1913. Conform Catalogue of Life specia Hogna hippasimorpha nu are subspecii cunoscute.